# Črenšovci
Črenšovci là một khu tự quản (tiếng Slovenia: občine, số ít – občina) trong vùng Pomurska của Slovenia. Črenšovci có diện tích 33.7 km2, dân số là theo điều tra ngày 31 tháng 3 năm 2002 là 4080 người. Thủ phủ khu tự quản Črenšovci đóng tại Crenšovci.